# PS2 Linux
PS2 Linux（ピーエスツー・リナックス）は、2001年5月9日に発売されたPlayStation 2用Linuxディストリビューションである。
発売元はソニー・コンピュータエンタテインメント（現: ソニー・インタラクティブエンタテインメント）。

## 経緯
もともと、PS2の開発環境はLinuxベースであることが知られており、「SCEIはLinuxに積極的なようだ」「PS2でもLinuxが動くのではないか」という期待が高まっていた。
そのような状況で、SCEの久夛良木健社長（当時）が、日本Linux協会の生越昌己会長に対し「（PS2で動くLinuxは）出そうと思えば明日にも出せる」と発言したことから、2001年3月4日にネット上で「PS2で動作するLinuxの発売を求める署名運動」が開始された。

## 沿革
- 2001年
  - 4月26日 - SCEIからPS2 Linuxを発売することが公式に発表された。
  - 5月9日 - 午後2時、ベータ版の予約注文の受付。予約注文が殺到したため、わずか8分で予定台数である2000セットに達し、約3500セット分のキャンセル待ち状態が発生した。
  - 5月19日 - 7000セットを追加生産することが発表された。最終的に、この初期版は合計で約7900セット出荷された。
- 2002年
  - 1月30日 - 正式版 (Release 1.0) が発表
  - 2月13日 - 正式版の受注開始。

## ハードウェア
PS2 Linuxはソフトウェア媒体だけではなく、HDDユニット、イーサネットアダプタ、USBキーボード、USBマウス、VGAケーブルとセットで販売された。後日、正式版が販売された時点でベータ版購入者には媒体のみの販売が行われた。

### キーボード・マウス
後に純正周辺機器として販売された物と同等品である。
一部のPS2ゲームソフトとは異なり、Linuxでは専用品であるか否かのチェックを行わないので、CPU切り替え機等に接続する等の運用も可能である。

### 画面出力
VGAケーブルより出力される信号は、同期信号を専用の信号線に出力する一般的なタイプではなく、緑色の画像信号に重畳させて出力するSync on Greenという方式を取っている。このため、対応できるディスプレイが限られ、ユーザを悩ますこととなった。
ちなみに、プログレッシブ出力（480p）に対応する一部のPS2用ソフトもVGA出力に対応しているが、VGAケーブルは純正品としては発売されていないため、貴重なケーブルでもある。
通常はVGAケーブルでしか映像出力できないが、一般的なTVに出力させるにはSELECT+R1を押しながら起動することで、Runtime EnvironmentとCUIの映像出力をNTSCで出力できる。X Window Systemの映像出力をNTSCにしたい場合、 $ startx -- -screen 0 NTSC のようにオプションの指定が必要となる。

### HDD・イーサネットアダプタ
添付されているHDDユニットとイーサネットアダプタは、後に発売されたHDDユニットやPlayStation BB Unitと同じものであるが、HDDユニットに添付されている「HDDユーティリティディスク」や、BB Unitに添付されているPlayStation BB Navigatorは添付されていない。しかし、後にBB Unitのユーザー向けにBB Navigatorのバージョンアップディスクが実費で提供されたため、これを利用することでBB Unitと同等の環境を構築することも可能である。
2017年頃にはBB Navigatorのサポートは終了してしまい、PS2 Linuxの操作で可能であったBB Navigatorへのtelnetによるログインや、BB Navigatorでのメールの送受信、ネットワーク経由でのBB Navigatorのアップデートは使用できなくなった。

### その他
Blackrhino GNU/Linuxでは、PS2のEyeToyにも対応している。

## ソフトウェア
RedHat系 Kondara MNU/Linux ベースのディストリビューションである。ディストリビューションの持つ一般的なソフトウェアの他に、CPU (Emotion Engine) やGS (Graphics Synthesizer) に関するドキュメント、ツール、およびサンプルプログラムを含んでいる。また sdr （ウィンドウマネージャの設定）や mgedit などKondara MNU/Linux由来のツールも入っている。
後日Debian系のBlackrhino GNU/LinuxもPS2 Linuxの公式コミュニティで発表され、RedHat系とDebian系の共存が可能になった。これにより、2種類のディストリビューションから一方を選択して起動することができるようになった。他に Gentoo Linux もポーティングが発表された。
Blackrhino GNU/Linuxは後にKernel Loader Projectに発展し、PS2 Linux KitがなくともPS2本体とKernelLoader.elfの起動環境があればUSBメモリから起動して使えるようになった。

### ブートプロセス
インストール時にPS2用メモリーカードをフォーマットし、そこにLinuxカーネルと設定ファイルをインストールする。このメモリーカードとPS2 Linux Kit付属のDVD-ROMを挿入して電源を入れると、DVD-ROMから "Runtime Environment for PS2 Linux 1.0" というプログラムが起動する。ここからDVDとメモリーカード上のカーネルの二つを読み込み、起動する。カーネルをアップグレードする時は、PS2用メモリーカードにアップグレードしたいカーネルをコピーすると使用可能になる。

## ブームの終焉
発売前後、PS2 Linuxはブームとなり、Linux Magazine誌にPS2 Linuxプログラミングの連載が組まれるまでに至った。しかし、リリース後実際に使っていく上で、以下のようなさまざまな難点が判明した。
- PlayStation 2の性能を生かしたプログラミングが非常に難しい
- PS2 LinuxからはPS2のDVD-ROMドライブやメモリーカードにアクセスできない
- ゲーム向けの機能を利用しない単なるLinuxマシンとしてのPS2は、300MHzのMIPSプロセッサ(R5900)に32MBのRDRAMと貧弱だった
- バイナリパッケージが不十分で、ディストリビューションにないプログラムを追加するには苦労して実機でコンパイルするか、PCで環境を整えてクロスコンパイルする必要があった
- PS2の演算性能に期待して科学技術計算用途を考える者もいたが、ハードウェアでは単精度浮動小数点数しかサポートしていないため、実用的ではなかった

PS2 Linuxユーザーコミュニティの活発さは急速に衰えていった。結局、PS2 Linuxは試験的に数千本を提供したのみで販売停止されている。公式の供給は完全に停止したものの、HDDを必要としない手法で動作するPS2 Linuxは有志の活動でパッケージが発表されていった。カーネルもアップグレードしていき、Blackrhino版・Debian版・Juhutube版と数種のPS2用のLinuxが存在している。